# Герб Розлуча
Герб Розлуча — один з офіційних символів села Розлуч, Самбірського району Львівської області. 

## Історія
Символ затвердила сесія Розлуцької сільської ради рішенням від 29 вересня 2020 року.
Автор — Андрій Гречило.

## Опис (блазон)
У зеленому полі срібний залізничний віадук, у відділеній ялинкоподібно срібній главі — три сині краплі.
Щит вписаний у еклектичний картуш, увінчаний золотою сільською короною.

## Зміст
Зелений колір і ялинкоподібне ділення символізує багату карпатську природу. Срібне поле означає цілюще гірське повітря. Три сині краплі уособлюють джерела мінеральних вод та курортну специфіку Розлуча. Давній залізничний віадук підкреслює важливу роль залізниці для розвитку села.
Золота корона з колосків вказує на статус сільського населеного пункту.